# Figeac
Figeac là một xã trong vùng Occitanie, thuộc tỉnh Lot, quận Figeac (Unterpräfektur) tổng, tổng Chef-lieu von 2 tổngen. Tọa độ địa lý của xã là 44° 36' vĩ độ bắc, 02° 02' kinh độ đông. Figeac nằm trên độ cao trung bình là 225 mét trên mực nước biển, có điểm thấp nhất là 170 mét và điểm cao nhất là 451 mét. Xã có diện tích 35,16 km², dân số vào thời điểm 1999 là 9606 người; mật độ dân số là 273 người/km².

## Thông tin nhân khẩu
| 1962  | 1968  | 1975   | 1982  | 1990  | 1999  | 2006  |
| ----- | ----- | ------ | ----- | ----- | ----- | ----- |
| 8.338 | 9.593 | 10 077 | 9.667 | 9.549 | 9.606 | 9.963 |